# Graham (North Carolina)
Graham ist eine Stadt im US-Bundesstaat North Carolina und der Verwaltungssitz (County Seat) des Alamance County. Das U.S. Census Bureau hat bei der Volkszählung 2020 eine Einwohnerzahl von 17.157 ermittelt. Graham ist Teil der Metropolregion Burlington.

## Geschichte
Graham wurde 1849 als County Seat des neu gegründeten Alamance County angelegt und 1851 als Gemeinde gegründet und 1961 zur Stadt erhoben. Benannt wurde sie nach William Alexander Graham, US-Senator für North Carolina (1840–1843) und Gouverneur von North Carolina (1845–1849).

## Demografie
Nach der Schätzung von 2019 leben in Graham 15.646 Menschen. Die Bevölkerung teilte sich im selben Jahr auf in 57,6 % Weiße, 27,6 % Afroamerikaner, 0,6 % amerikanische Ureinwohner, 0,3 % Asiaten, 0,1 % Ozeanier und 3,7 % mit zwei oder mehr Ethnizitäten. Hispanics oder Latinos aller Ethnien machten 17,6 % der Bevölkerung aus. Das mittlere Haushaltseinkommen lag bei 36.310 US-Dollar und die Armutsquote bei 25,9 %.

## Bildung
In Graham befindet sich das Alamance Community College, ein zweijähriges technisches College.